# Stone (album d'Alonzo)
Pour les articles homonymes, voir Stone.
Albums de Alonzo
100 %
(2017) Quartiers Nord
(2022)
Stone est le sixième album d'Alonzo sorti le 12 avril 2019.

## Liste des pistes
| No  | Titre                       | Durée |
| --- | --------------------------- | ----- |
| 1.  | Stone I                     | 1:08  |
| 2.  | Training Day                | 3:22  |
| 3.  | Tueur à gages               | 2:48  |
| 4.  | M.D.V (avec Dadju)          | 2:55  |
| 5.  | Stone II                    | 2:30  |
| 6.  | Assurance vie               | 3:25  |
| 7.  | C'est elle (avec Ninho)     | 3:21  |
| 8.  | Malaga                      | 2:43  |
| 9.  | Compliqué                   | 3:06  |
| 10. | Sur la moto (avec Jul)      | 2:46  |
| 11. | Stone III                   | 1:50  |
| 12. | J'kiffe ma life             | 3:35  |
| 13. | Lettre à Khalissi           | 3:10  |
| 14. | Kurt Cobain                 | 2:50  |
| 15. | Ça a changé (avec Koba LaD) | 3:25  |
| 16. | Malade                      | 3:17  |

## Clips vidéos
- Assurance vie : 1er mars 2019
- Tueur à gages : 9 avril 2019
- Sur la moto (avec Jul) : 2 mai 2019
- C'est elle (avec Ninho) : 3 juin 2019
- Compliqué : 25 juillet 2019

## Titres certifiés en France
- Assurance vie  Or[2]
- C'est elle (avec Ninho)  Or [3]
- Sur la moto (avec Jul)  Or [4]